# St.-Katharinen-Kirche (Middelhagen)

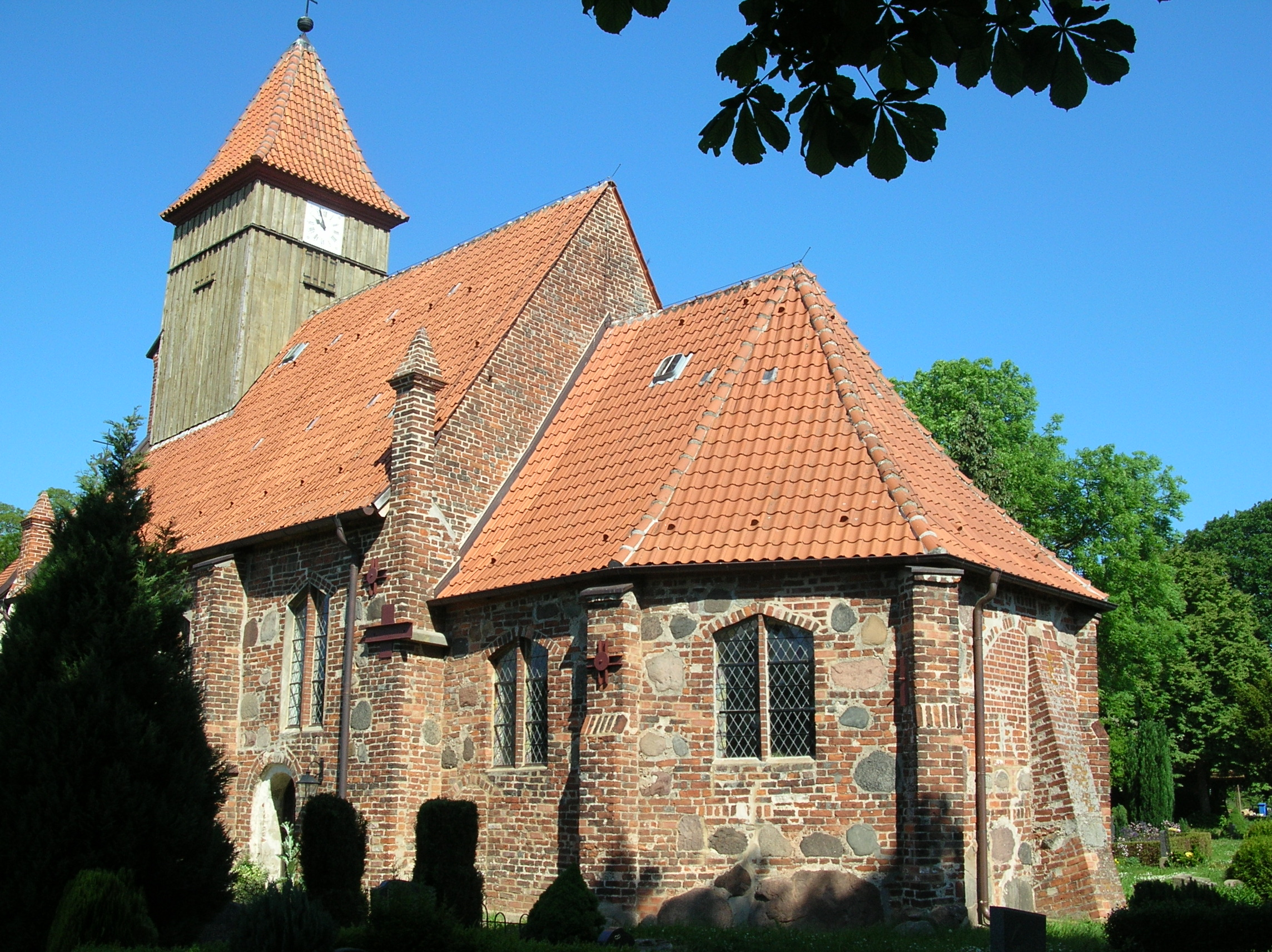
St.-Katharinen-Kirche in Middelhagen

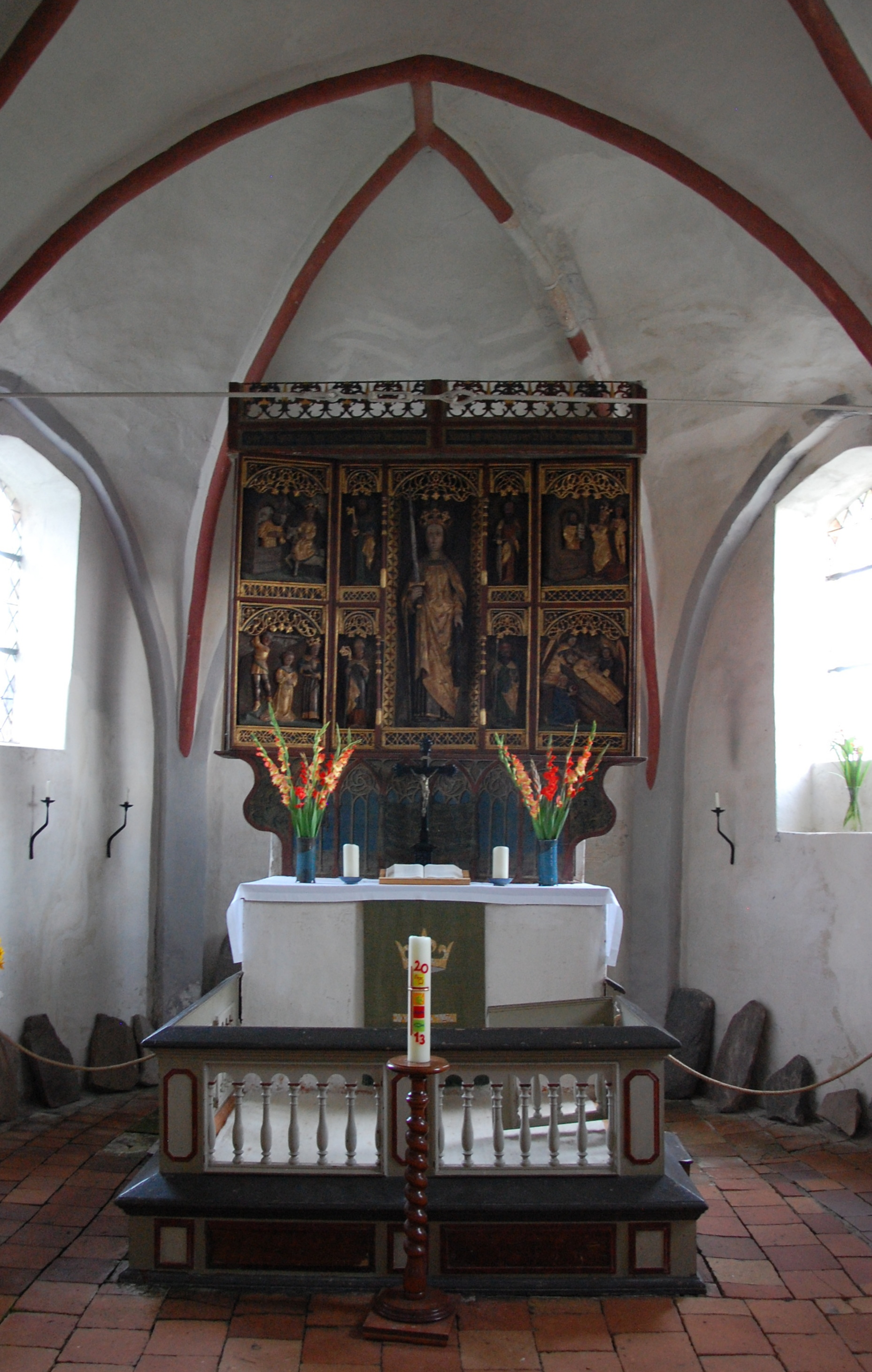
Altar

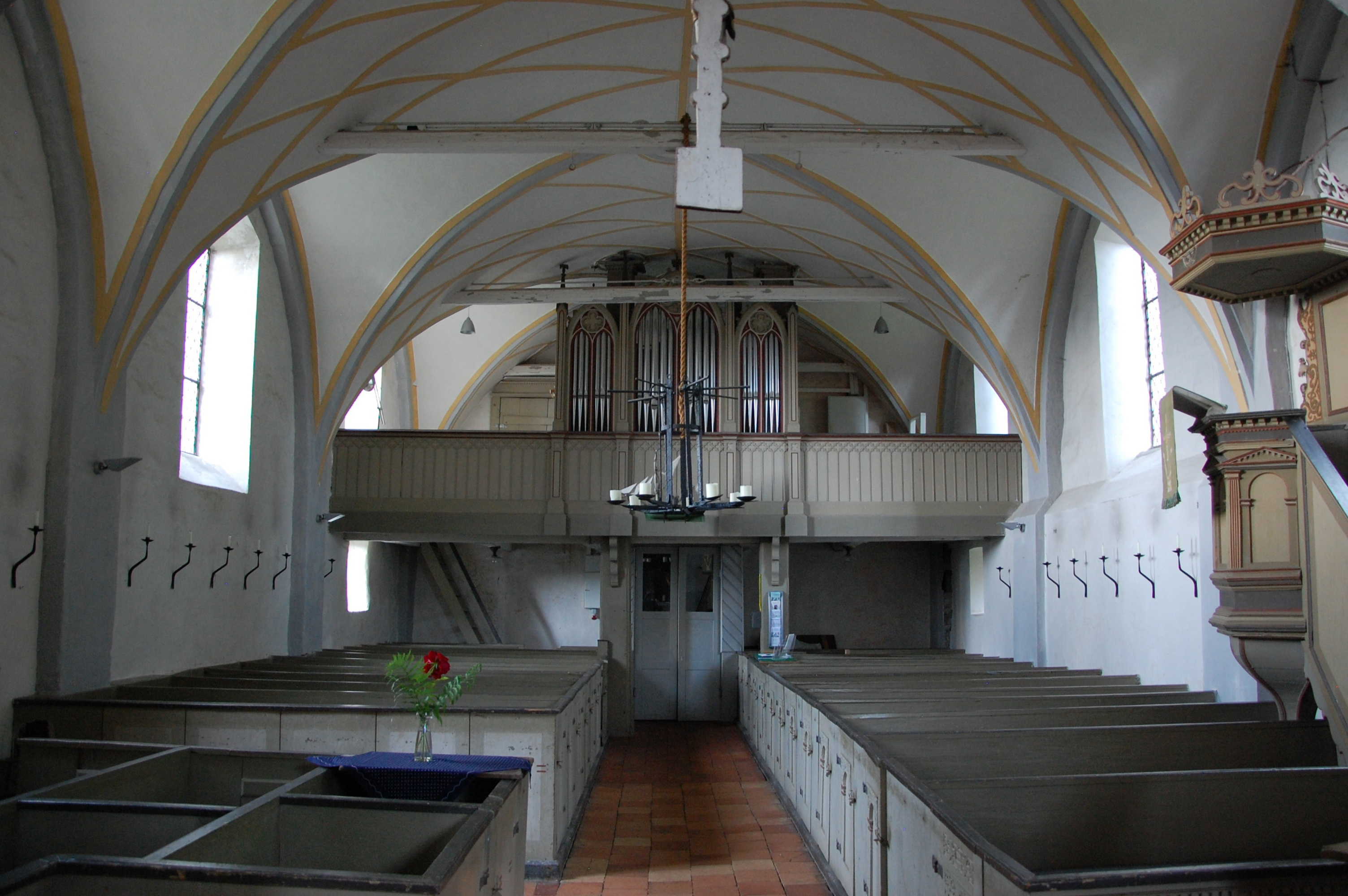
Blick zur Orgel

Die St.-Katharinen-Kirche in Middelhagen (Gemeinde Mönchgut) ist ein aus dem Jahr 1455 stammendes Kirchengebäude auf der Insel Rügen.

## Geschichte
Der jetzige Kirchenbau wurde im Jahre 1455 errichtet, zu dieser Zeit gehörte das Mönchgut zum Kloster Eldena. Vermutlich sind Teile der Kirche aber älter. Der Dachreiter und der Treppenturm sowie das Gewölbe des Kirchenschiffs stammen aus späterer Zeit. Die Kirche erhielt das Patrozinium der heiligen Katharina von Alexandrien.

## Beschreibung
Die ziegelgedeckte Saalkirche mit Chor und hölzernem Kirchturm wurde aus Feld- und Backsteinen errichtet.
Der Portalbereich ist halbrund ausgeführt.

## Ausstattung
Da die Kuppa des Taufsteins im 19. Jahrhundert überarbeitet wurde, ist eine genaue Datierung schwer; möglicherweise stammt sie aus einer nicht mehr vorhandenen Kirche in Reddevitz, in der sie als Weihwasserbecken gedient haben könnte. Ein aus Silber getriebener, vergoldeter Kelch stammt aus dem Jahre 1597.
Der Katharinenaltar aus Eichenholz wurde um 1480 angefertigt, kam aber wahrscheinlich erst später in die Kirche. Er stammt wahrscheinlich aus Stralsund und gelangte nach dem Dreißigjährigen Krieg nach Middelhagen. Die Kanzel wurde 1650 gefertigt, und auch das Kastengestühl stammt aus der Zeit des Barock.
Das von Lotsen aus Göhren gestiftete Votivschiff („Perth“) neben dem Altar wurde 1842 angefertigt.

### Orgel
Die Orgel wurde 1862 von Barnim Grüneberg gefertigt. Auf ihr spielte auch Albert Schweitzer. Das Schleifladen-Instrument hat sieben Register auf einem Manual und Pedal. Die Trakturen sind mechanisch.
| I Hauptwerk C– |                 |    |
| 1.             | Prinzipal       | 8′ |
| 2.             | Gedackt         | 8′ |
| 3.             | Salicional      | 8′ |
| 4.             | Oktave          | 4′ |
| 5.             | Flaut amour     | 4′ |
| 6.             | Rauschpfeife II |    |

| Pedal C– |        |     |
| 7.       | Subbaß | 16′ |

- Koppel: Pedalkoppel

### Geläut
Die drei Glocken der Kirche wurden im Jahr 1924 aus Stahl gefertigt.

## Die Kirche auf Gemälden
Die St.-Katharinen-Kirche wurde u. a. von Adolph Menzel, Lyonel Feininger und Tom Beyer, aber auch von anderen Künstlern gemalt bzw. gezeichnet.

## Gemeinde
Die evangelische Kirchgemeinde Groß Zicker gehört seit 2012 zur Propstei Stralsund im Pommerschen Evangelischen Kirchenkreis der Evangelisch-Lutherischen Kirche in Norddeutschland. Vorher gehörte sie zum Kirchenkreis Stralsund der Pommerschen Evangelischen Kirche.